# Бабино (Печоры)
Бабино — деревня в Печорском районе Псковской области России. Входит в состав городского поселения «Печоры».
Расположена на юго-западе городского поселения, в 8 км от города Печоры.
До 2005 года входила в состав ныне упразднённой Печорской волости.

## Население
Численность населения деревни по оценке на 2000 год составляла 12 жителей.
| 2001 | 2002 | 2010 |
| ---- | ---- | ---- |
| 12   | ↗16  | ↘11  |